# Glaciar Vivaldi
El glaciar Vivaldi es un glaciar que se encuentra entre las montañas Colbert y Lully Foothills, que fluye hacia el sur desde el campo de nieve Purcell hasta la cabecera de la ensenada Schubert en la costa oeste de la isla Alejandro I, en la Antártida. Parece que se avistó por primera vez en mapas del Programa Antártico de Estados Unidos, que fotografió la isla Alejandro I desde el aire en 1940. Derek J.H. Searle, de la British Antarctic Survey, lo cartografió en 1960 a partir de fotografías aéreas tomadas por la Expedición de investigación antártica Ronne entre 1947 y 1948. El Comité de Topónimos Antárticos del Reino Unido la denominó «Vivaldi Gap» en 1961, en honor al compositor italiano Antonio Vivaldi. El nombre se modificó a Glaciar Vivaldi después de la revisión de las imágenes del programa Landsat, 1979, que muestran líneas de flujo en la característica.